# Andrey Amador
Andrey Amador Bikkazakova (n. 29 de agosto de 1986 em San Ramón, Alajuela) é um ciclista costariquense. É um ciclista completo que costuma actuar de gregário e milita nas filas da equipa espanhola Movistar Team. É o primeiro costariquense e centro-americano a ganhar uma etapa de uma das grandes corridas de ciclismo de estrada mundial (Giro d'Italia de 2012). A 20 de maio de 2016 também se converteu no primeiro costariquense e centro-americano em se vestir de líder numa Grande Volta (Giro d'Italia de 2016).

## Biografia
De mãe russa e pai costariquense de origem espanhola iniciou-se no ciclismo costariquense com a equipa do Comité Cantonal de San José para Jogos Nacionais na categoria infantil realçando com um bom rendimento. Seu irmão Iván Amador também competiu com a anterior equipa.
Nos anos seguintes foi um ciclista bom na montanha destacando nas categorias que competiu na Costa Rica. Igualmente não só praticava o ciclismo de estrada mas também o mountain bike, ganhando importantes corridas como etapas na Costa Rica como a última etapa de A Rota dos Conquistadores de 2006. Também competiu na Voltas à Juventude e Volta a Costa Rica. Tudo isto lhe levou a alinhar em 2008 pela equipa amadora navarro Lizarte, com a tutela de Manuel Azcona, onde soube demonstrar a sua valia conseguindo muitos sucessos. Um deles foi a primeira etapa do Tour de l’Avenir. Amador finalizou 5º na geral, que a acabou ganhando o belga Jan Bakelants.
Andrey só precisou um ano para captar a atenção do Caisse d'Epargne de Eusebio Unzué, actualmente denominado Movistar Team no que tem desenvolvido toda a sua carreira profissional.
Estreiou numa grande volta, no Giro d'Italia de 2010, no que acabou numa meritória 41º lugar.
No ano 2011 foi no que o ciclista costariquense tem mostrado um maior progresso na sua carreira profissional, demonstrando maior força e técnica, bem como uma grande maturidade e força de carácter, ao ir superando enormes provas que se lhe têm apresentado, inclusive para além do desportivo. Em seu último treinamento do 2010, em dezembro, durante um treinamento em seu país Costa Rica, foi atacado por uns desconhecidos, aparentemente para roubar-lhe a sua bicicleta, e foi brutalmente golpeado. Foi encontrado umas horas após o ataque, inconsciente, num terreno abandonado com fortes contusões. Apesar disto, se recuperou bem para regressar aos treinamentos com a sua equipa.
Esteve seleccionado com a equipa Movistar Team para o Giro de Itália, mas no entanto semanas antes da ronda italiana, fracturou-se a clavícula num treinamento com a sua equipa, o que lhe deixou sem possibilidades ao ter que se operar. Mas incrivelmente recuperou-se de maneira para ser incluído na equipa que iria ao Tour de França, sendo assim o primeiro ciclista do seu país e Centro América a participar na grande ronda gala.
Na sua estreia no Tour, durante a primeira etapa, viu-se envolvido numa queda de vários ciclistas, mal nos primeiros 30 km de corrida, ainda assim, conseguiu terminar a etapa, mas com o saldo de um esguiche de grau dois. Apesar dessa lesão, seguiu competindo na volta gala. O médico da equipa Movistar Team mostrou-se surpreendido do avanço da sua lesão e da boa condição física e mental do ciclista, asseverando que “não fazia falta ser médico para ver que precisava quase um milagre para seguir em corrida” e também que “se consegue acabar o Tour, será uma das coisas mais extremas que terei visto em meus muitos anos no ciclismo" Tem sido a surpresa entre os experientes do ciclismo, ao poder suportar a dor e seguir na corrida de forma incrível. Depois do retiro de vários competidores na corrida, converteu-se no último na classificação geral, mas na etapa 17, de 20 de julho, surpreendeu a próprios e estranhos ao meter na fuga do dia e concluir a etapa numa incrível 11.ª posição, saindo do último lugar da classificação e demonstrando o seu desejo de terminar a corrida, como assim foi.
2012, foi sem dúvida o seu melhor ano. Ganhou a etapa 14 do Giro de Itália de alta montanha, seu triunfo mais destacado. Apanhou a fuga boa do dia, e conseguiu chegar em solitário à linha de meta de Cervinia depois de superar nos instantes finais a seus colegas de fuga, Jan Bárta e Alessandro De Marchi Também nesse mesmo ano, representou a Costa Rica nos Jogos Olímpicos de Verão de 2012, ficando na posição 35 com um tempo de 5:46:37 a 1m e 20s do vencedor.
Realizou um grande Tour de France de 2013, metendo em várias fugas e acabando em 54º posto no geral final, melhorando o seu melhor posto na ronda francesa. Ao ano seguinte realizou um decepcionante Giro de Itália, ainda que na Volta a Espanha, melhorou as suas prestações ao ganhar junto com os seus colegas a crono por equipas da primeira etapa em Jerez de la Frontera e acabar trigésimo na geral. Também em 2014, o costariquense resultou sexto no Volta a Polónia e décimo no Tour de Haut-Var.
No Giro d'Italia de 2015, Amador cumpriu a sua mais destacada actuação, sendo de longe a melhor participação de um ciclista centro americano em alguma das três grandes voltas por etapas, atingido a figurar no terceiro lugar da classificação geral ao termo da etapa número 15, isto em razão ao ter liberdade dentro de sua equipa e não ter que trabalhar para nenhum outro corredor. A 30 de maio de 2015, depois da vigésima etapa de dito Giro, Amador conseguiu conseguir o quarto lugar da concorrência, num facto histórico para o ciclismo costariquense e centro americano.
No Giro d'Italia de 2016, Amador converteu-se no primeiro costariquense e centro americano na história a vestir a camisola de líder na etapa número 13 da corrida.

## Palmarés
2007 (como amador)
- 1 etapa da Volta a Navarra[8]

2008
- Subida a Gorla
- 1 etapa do Tour do Porvenir[9]

2012
- 1 etapa do Giro de Itália[10][11][12][13][14]

2018
- Klasika Primavera

## Resultados nas Grandes Voltas e Campeonatos do Mundo
Durante a sua carreira desportiva tem conseguido os seguintes postos nas Grandes Voltas e nos Campeonatos do Mundo:
| Corrida            | 2009 | 2010 | 2011 | 2012 | 2013 | 2014 | 2015 | 2016 | 2017 | 2018 |
| ------------------ | ---- | ---- | ---- | ---- | ---- | ---- | ---- | ---- | ---- | ---- |
| Giro de Itália     | -    | 41º  | -    | 29º  | -    | 110º | 4º   | 8º   | 18º  | -    |
| Tour de França     | -    | -    | 166º | -    | 54º  | -    | -    | -    | 87º  | -    |
| Volta a Espanha    | -    | -    | -    | -    | -    | 30º  | 40º  | -    | -    | -    |
| Mundial em Estrada | Ab.  | -    | -    | 121º | Ab.  | 85º  | 25º  | -    | Ab.  | -    |

-: não participa 

Ab.: abandono

## Equipas
- Viña Magna-Cropu (2006)
- Caisse d'Epargne/Movistar (2009-2019)
- Ineos (2020-)